# Ioannis Lavrentis
Ioannis Lavrentis (en griego:Ιωάννης Λαυρέντης) fue un atleta griego, que compitió en los Juegos Olímpicos de Atenas 1896. Fue el segundo corredor griego en ganar una maratón.
El 12 de marzo de 1896 Lavrentis ganó sobre 38 corredores la clasificación a los Juegos Olímpicos de Atenas 1896 con un tiempo de (3:11:27).
Un mes después, Lavrentis fue uno de los 17 atletas que iniciaron la carrera de Maratón. Siete corredores, incluyéndolo, no finalizaron la carrera.